# Snoparji na Krasu
Snoparji na Krasu so drama Davida Doktoriča.

## Osebe
- Slovenska učiteljica
- Colautti, fašist
- Jože, kmet
- Milka, njegova žena
- Tomaž, Milkin oče
- Martin, kmet
- Fantje, dečki, deklice, pevci

## Vsebina
Godi se v vasi na tržaškem Krasu.
Fašist hodi z učiteljico po vasi, da bi otroke vpisal v italijanske organizacije, čeprav mu učiteljica že vnaprej pove, da ne bo nič opravil. Ko fašist poskuša pri starem Tomažu, se ta dela neumnega, dokler se ne vmeša Milka in fašista odločno zavrne. Medtem se zberejo fantje in dečki, ti takoj stečejo obvestit sovaščane, naj se pred fašistom skrijejo ali umaknejo. Fantje dražijo fašista s petjem domačih pesmi, kmetje pa govorijo o tem, kako fašisti preganjajo Slovence, in obžalujejo, ker bo učiteljica, ki jo imajo vsi radi, gotovo pregnana. Dečki pritečejo povedat, da se je v vsej vasi vpisal samo eden, da je bil fašist hud, a je moral z dolgim nosom oditi. Pride še učiteljica z dekleti, vsi prosijo Tomaža, naj pove pravljico o kralju Matjažu. Učiteljica pove nauk: kralj Matjaž so slovenske matere in očetje, v čistih srcih pripravljajo boljšo, lepšo bodočnost, kraljestvo kralja Matjaža!